# Мсвати II
Мсва́ти II (ок. 1820 — Август 1868; также известный как Мавусо III) — верховный вождь Свазиленда с 1840 года по июль 1868 года.

## Биография

### Детство и юность
Будущий верховный вождь Мсвати II родился в семье Собузы I и его жены Цандзиле Ндвандве около 1820 года.

### Правление
Мсвати II начал правление в 1840 году. Он, как и его прадед Нгване III, был эпонимом Свазиленда. Мсвати II начал правление, выбрав в качестве охотничих угодий различные процветающие племенные земли к северу от Свазиленда. Когда он разбогател, то его отборные полки, такие как ньяци, наводили ужас и страх на африканские дома вплоть до территорий современных Мозамбика и Зимбабве. Его полки использовались против вождей эмахандзамбили на территориях Свази и других. Мсвати II построил линию военных аванпостов с запада на восток вдоль реки Каап. Мсвати II перенёс свою административную столицу и военные посты в район Хохо, на северный берег реки Млумати, а потом снова продолжил нападения на разные племена: бапеди, лобеду, бафалаборву и другие. Считается, что Мсвати так расширял границы, увеличивал богатство и силу королевства и количество своих подданных. Историк А. Т. Брайант называл его «настоящим Шакой севера». Мсвати II закончил правление в июле 1868 года.

### Наследие
Смерть Мсвати II в августе 1868 года положила конец эре завоеваний Свазиленда. Унаследовать престол должен был его сын Людвонга II, однако он был отравлен и в 1872 году скончался в возрасте менее 20 лет, из-за чего трон унаследовал ещё один сын Мсвати II — Мбадзени.